# Brigadni general (Italija)
Brigadni general (izvirno italijansko Generale di brigata; dobesedno general brigade) je višji vojaški čin, katerega uporablja Italijanska kopenska vojska, Korpus karabinjerjev in Italijansko vojno letalstvo, prav tako pa ga uporabljajo tudi druge paravojaške formacije: Finančna straža (Guardia di Finanza) in Korpus paznikov (Corpo degli Agenti di Custodia). V skladu z Natovim standardom STANAG 2116 čin nosi oznako OF-6 in je enozvezdni čin oz. najnižji generalski čin. Čin je nadrejen činu polkovnika in podrejen činu divizijskega generala.
Brigadni general je (bil) enakovreden činu oz. položaju:
- kontraadmirala (contrammiraglio) Italijanske vojne mornarice (Marina Militare) oz. Korpusa pristaniških uprav (Corpo delle capitanerie di porto - Guardia Costiera);
- državne inšpektorice (ispettrice nazionale) Korpusa prostovoljnih bolničark Rdečega križa Italije (Corpo delle Infermiere Volontarie della Croce Rossa Italiana);
- generalnega direktorja Državne policije (Polizia di Stato);
- generalnega direktorja Zaporniške policije (Polizia Penitenziaria);
- generalnega direktorja Državnega gozdnega korpusa (Corpo Forestale dello Stato);
- generalnega direktorja Državnega gasilskega korpusa (Corpo Nazionale dei Vigili del Fuoco);
- generalnega konzula (console generale) Prostovoljne milice za državno varnost (Milizia Volontaria per la Sicurezza Nazionale).

## Oznake
- Oznaka čina brigadnega generala kopenske vojske
- Oznaka čina brigadnega generala vojnega letalstva
- Oznaka čina brigadnega generala karabinjerjev
- Oznaka čina brigadnega generala finančne straže